# ナイアネ・リオス
ナイアネ・リオス（Naiane Rios、1994年11月29日 - ）は、ブラジルの女子バレーボール選手。ブラジル代表。

## 来歴

### クラブチーム
ベレン出身。2010年、Macaé Sportsへ入団。2011/12シーズンにEC Pinheirosへ移籍。3年間プレーした。2014/15シーズンにジェルダウ・ミナスへ移籍し正セッターとして活躍。2015/16シーズンのブラジル・スーパーリーガでは3位となった。2017/18シーズンはBarueri Volleyball Clubでプレーした。2018/19シーズンにSesi Vôlei Bauruへ移籍し2年間プレーした。2020/21シーズンにオザスコ・バレーボールクラブでプレーしブラジルスーパーリーガで3位となった。2021/22シーズンはポーランドリーグのグルパ・アゾティ・チェミック・ポリツェと契約し、欧州チャンピオンズリーグに出場し、タウロンリーガでは優勝に貢献した。2022/23シーズンはEC Pinheirosでプレーした。2023/24シーズンはプライア・クルーベへ移籍した。

### 代表チーム
アンダーカテゴリーの代表として2011年、U-19世界選手権に出場した。2012年にジュニア南米選手権で金メダルを獲得し大会のベストセッター賞を受賞した。2013年、U-20世界選手権で銅メダルを獲得した。2015年、トルコで開催されたU-23世界選手権で金メダルを獲得した。2016年、シニアのブラジル代表に初選出され、モントルーバレーマスターズでデビューした。2017年、セカンドセッターとしてワールドグランプリで金メダルを、グラチャンで銀メダルを獲得した。2023年、6年ぶりに代表復帰すると同年のネーションズリーグに出場した。同年9月のパリ五輪予選ではパリ五輪の出場権獲得を果たした。

## 球歴
- グラチャン - 2017年
- ワールドグランプリ - 2017年
- オリンピック予選 - 2023年
- ネーションズリーグ - 2023年

## 受賞歴
- 2010年　U-18南米選手権　ベストセッター賞
- 2012年　U-20南米選手権　ベストセッター賞

## 所属クラブ
- Macaé Sports（2010-2011年）
- EC Pinheiros（2011-2014年）
- ジェルダウ・ミナス（2014-2017年）
- Barueri VC（2017-2018年）
- Sesi VB（2018-2020年）
- オザスコ（2020-2021年）
- グルパ・アゾティ・チェミック・ポリツェ（2021-2022年）
- EC Pinheiros（2022-2023年）
- プライア・クルーベ（2023-2024年）
- ヴォレロ・ル・カネ（2024年-）